# 온 세상에 징글벨
네이버 2008 크리스마스 프로젝트 - 《온 세상에 징글벨》은 네이버가 기타리스트 샘 리와 음악 그룹 보이쳐와 함께 제작한 음반이다. 이 음반에 수록된 모든 노래를 네이버에서 무료로 감상할 수 있었다. 지금은 다운과 듣기가 불가능하다.

## 수록곡
1. 징글벨(2분 53초)
2. 렛 잇 스노우 렛 잇 스노우 렛 잇 스노우(2분 38초)
3. 오 홀리 나이트(4분 13초)
4. 크리스마스 송(4분 6초)
5. 하크 더 헤럴드 엔젤스 싱(3분 20초)
6. 실버 벨(3분 54초)

- 총 재생 시간 : 21분 4초